# 歐念儒
歐念儒爵士，GCMG（英語：Sir Con Douglas Walter O'Neill，1912年6月3日—1988年1月11日），英國外交官，牛津大學畢業，擁有執業大律師資格，1936年加入外交部，1939年因不滿英揆尼維爾·張伯倫的綏靖政策而辭職，同年轉投英國陸軍，在第二次世界大戰期間服役，1943年一度重返外交部，但在1946年再度離開，出任《泰晤士報》專欄主筆。
歐念儒在1947年第三度加入外交部，此後歷任不同要職，當中包括在1955年出任英國駐華代辦、1957年出任外交部助理次官、1961年出任英國駐芬蘭大使、1963年到比利時布魯塞爾出任英國駐歐共體大使、以及在1965年至1968年出任外交部副國務次官。
歐念儒退休後在私人市場任職，但於1969年至1972年獲邀重任外交部副國務次官，主持英國加入歐共體的談判，終促使英國在1973年1月1日成為歐共體成員國。